# Поленница
Поле́нница — сооружение из большого количества уложенных в определённом порядке дров (поленьев). Возводится под открытым небом или под каким-либо укрытием (навес, сарай, дровяник), защищающим от намокания.
Обычный способ построения поленницы — в ряд. Этот способ описан в ряде государственных стандартов и инструкций. Укладка в ряд позволяет эффективно заполнить пространство, но неустойчива, вследствие чего большие штабельные поленницы приходится укреплять клетками (по ГОСТ 3243-88, клетки укладываются через каждые десять метров).
Для поленницы в виде башни характерна высокая устойчивость, даже при сильном ветре.

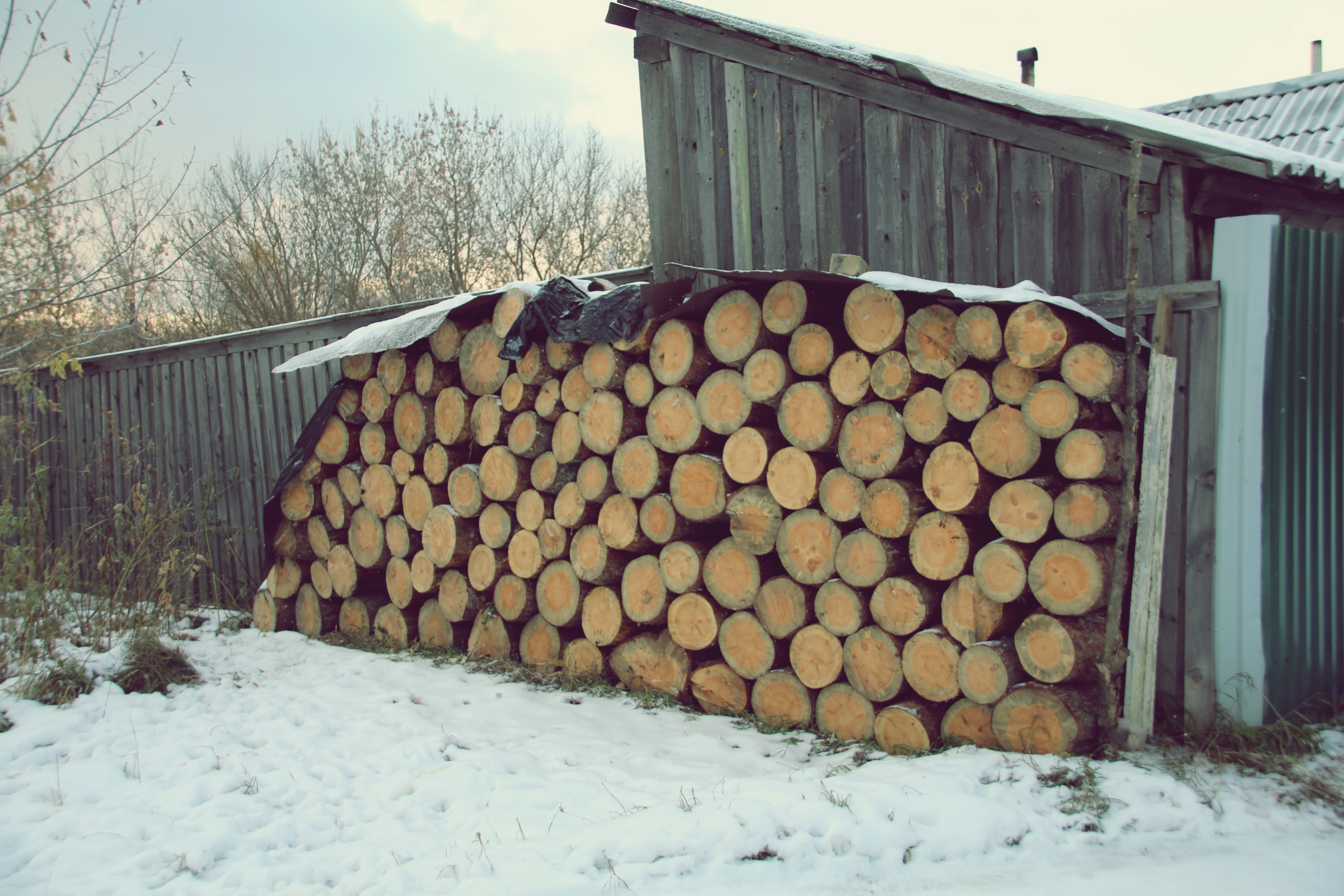
Уложенные в ряд неколотые дрова
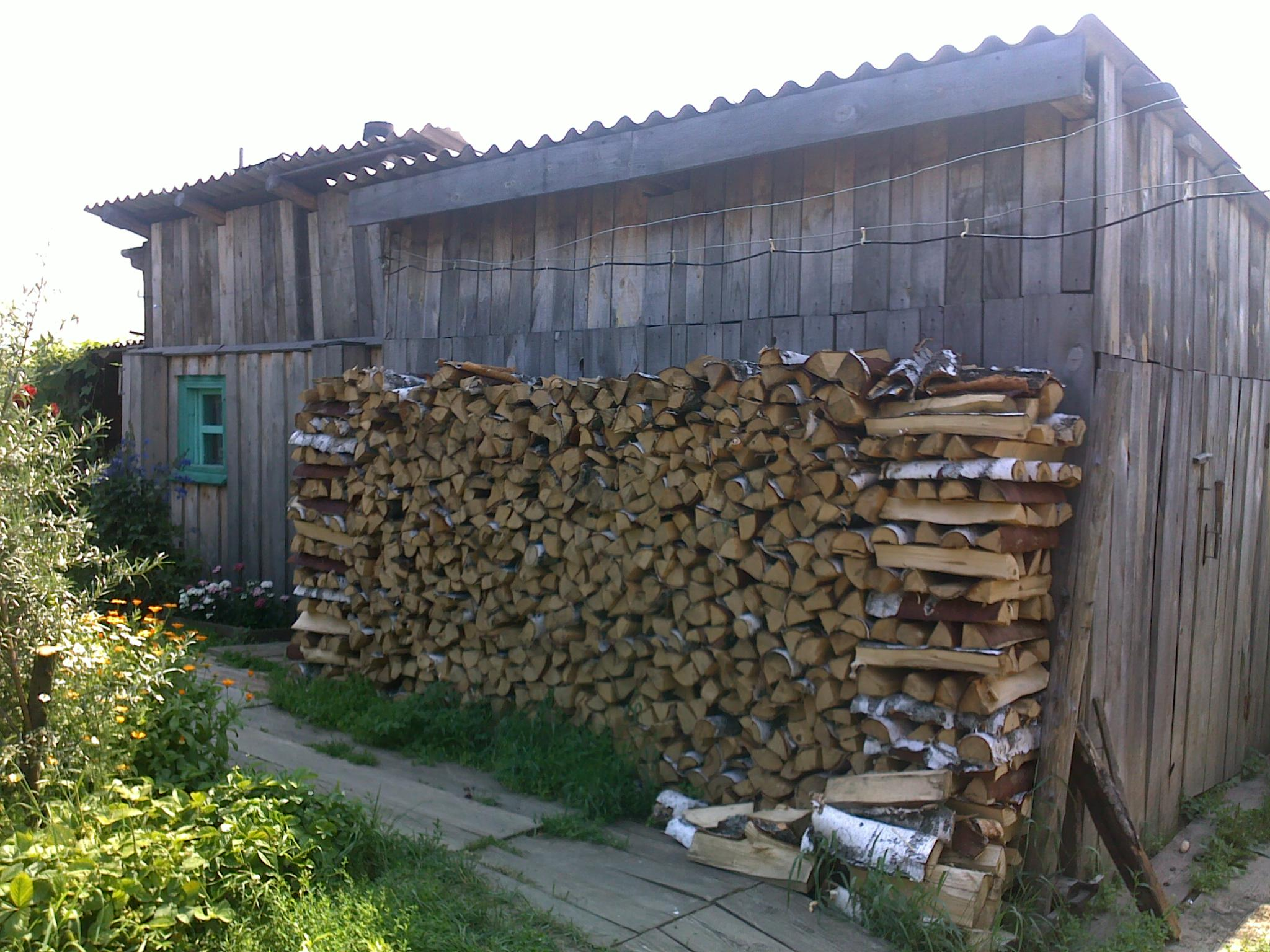
Колотые дрова
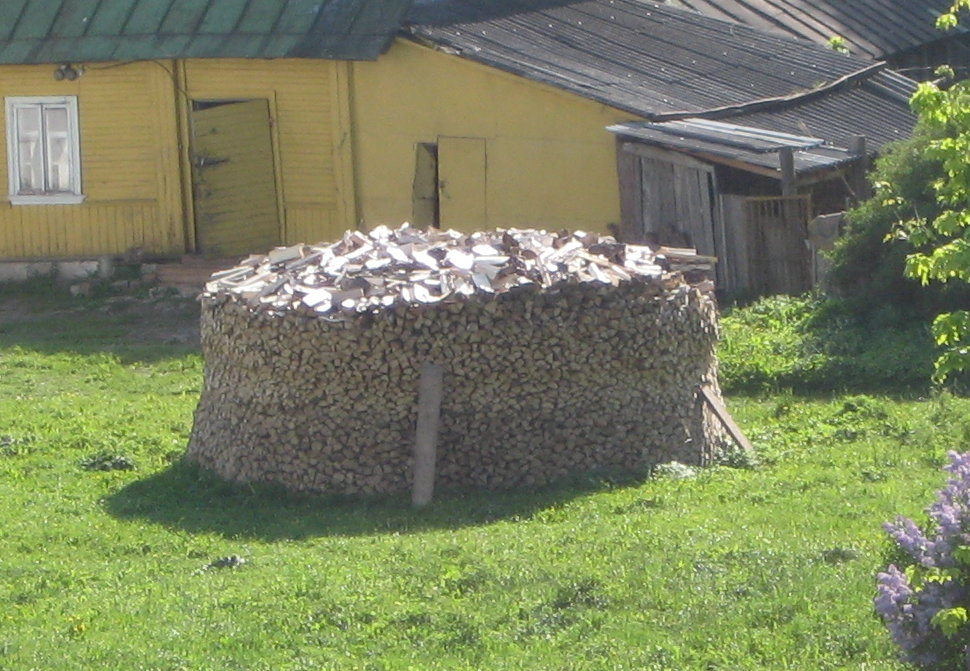
Поленница-копна[4], башня

## История
В Российской империи под словом поленница подразумевалась также складочная мера для дров.
В Казанской губернии была мера дров, складываемая из поленьев 4-х четвертей длиною (один аршин) называемая большой пятерик. Поленница имела в длину 18 аршин, в высоту 3,5 аршина, и содержала 788,9 плотных кубических футов, или 2,309 кубических саженей.